# Nevo celular melanocítico de la unión
Un nevo celular melanocítico de la unión es una proliferación anormal pero benigna de los melanocitos de la piel que tienden a agruparse en nidos o tecas. 

## Epidemiología
Aunque pueden estar presentes en un 1 % de los neonatos, suelen iniciar su aparición a partir de los 6-12 meses e ir aumentando en número y tamaño hasta alrededor de los 25 años.

## Diagnóstico
Es esencial diferenciar en la anamnesis los nevos presentes desde el nacimiento o en los primeros meses de la vida (nevos melanocíticos congénitos, NMC), de los que aparecen durante la vida del individuo (nevos melanocíticos adquiridos).